# Artefakt (fejl)
 For alternative betydninger, se Artefakt. (Se også artikler, som begynder med Artefakt)
Artefakter anvendes også om systematiske fejl på og i signaler og hardware; CCD-chips, i optik og tilsvarende teknik.